# Acrocephalus sorghophilus
Felosa-estriada ou felosa-do-sorgo (Acrocephalus sorghophilus) é uma espécie de ave da família Acrocephalidae.
Pode ser encontrada nos seguintes países: China e o Filipinas.
Os seus habitats naturais são: pântanos e terras aráveis.
Está ameaçada por perda de habitat.